# 우치다 미쓰코
우치다 미쓰코(일본어: 内田 光子, 1948년 12월 20일 ~ )는 일본의 피아니스트이자 지휘자이다. 모차르트와 슈베르트의 해석으로 유명하다.
일본 도쿄와 가까운 바닷가 마을 아타미에서 태어난 우치다 미쓰코는 아버지가 주오스트리아 일본 대사로 임명된 뒤 12세 때 외교관 부모와 함께 오스트리아 빈으로 이주했다. 리하르트 하우저와 슈테판 아슈케나제에게 배우기 위해 빈 음악 아카데미에 입학했고, 5년 후 아버지가 일본으로 전학 갔을 때 빈에 남아서 공부했다.
1969년에는 빈에서 열린 베토벤 콩쿠르에서 1등, 1970년에는 제8회 쇼팽 국제 콩쿠르에서 2등을 차지했다.1975년 리즈 피아노 콩쿠르에서 2등상을 받았다.
1998년에는 지휘자이자 바이올리니스트인 데이비드 진먼과 함께 오자이 음악제의 음악감독을 맡았다.
그녀는 모차르트, 베토벤, 슈베르트, 쇼팽, 드뷔시, 쇤베르크의 작품을 해석한 것이 유명하다. 모차르트의 피아노 소나타(1989년 그라모폰상 수상작)와 협주곡(1989년 영국 실내악단 지휘자 제프리 테이트가 지휘)을 모두 녹음했다. 피에르 불레즈와 함께 녹음한 쇤베르크 피아노 협주곡은 또 다른 그라모폰 상을 수상했다. 클리블랜드 오케스트라를 지휘하고 솔로 연주를 한 2009년 모차르트 피아노 협주곡 23번과 24번 녹음은 2011년 그래미상을 수상했다.